# Hatsune Miku: Colorful Stage!
Hatsune Miku: Colorful Stage, в Японії відома як Project SEKAI: Colorful Stage! feat. Hatsune Miku (яп. プロジェクトセカイ カラフルステージ！ feat.初音ミク) та Proseka (яп. プロセカ) — це японська мобільна ритмічна пригодницька гра, розроблена студіями Colorful Palette та Crypton Future Media, випущена компанією Sega Corporation. Вона є допоміжним продуктом до серії Hatsune Miku: Project DIVA. У грі представлені віртуальні співаки від компанії Crypton Future Media⁣, а саме: Хацуне Міку, Меґуріне Лука, Каґаміне Рін і Лен, МЕЙКО та КАЙТО, а також представлені 20 оригінальних персонажів, які розділені на п'ять музичних гуртів, кожен з яких має унікальну історію та тематику. Дії відбуваються у двох світах: реальному та SEKAI, що з'явився зі "справжніх почуттів" персонажів. Гра вийшла для пристроїв Android та Apple 30 вересня 2020 року. Була розроблена за допомогою Unity та механізму Piapro Studio NT для синтезу голосу.

## Сюжет

### Вступ
Події Hatsune Miku: Colorful Stage відбуваються в реальному світі, а саме в районі Шібуя, Токіо. У грі Хацуне Міку та її друзі є відомими вигаданими співаками, які існують у реальному світі як віртуальні співаки (вокалоїди). Вони співають пісні від творців з усього світу. Також вони існують у SEKAI (яп. セカイ) — таємничому світі, що є відмінним від реального та створений зі "справжніх почуттів" героїв для того, щоб вони могли абстрагуватися та позбавитися від проблем та страждань, що переслідують їх в реальному світі. Цей світ складається з різноманітних локацій, що стилізовані під музичні гурти та особистості персонажів.
В основній сюжетній лінії існує п’ять світів у SEKAI, де живуть вокалоїди. Кожен з них може переміщуватися між цими світами та змінювати зовнішність і характер, залежно від того, які почуття та емоції мають герої. Форма та вигляд SEKAI також змінюється залежно від емоцій персонажів. Тому основна увага гравця зосереджена на оригінальних персонажах та їхніх подорожах у пошуках власних "справжніх почуттів" за допомогою вокалоїдів.
Щоб увійти в SEKAI, героям потрібно знайти та увімкнути пісню "Untitled" — це тиха пісня, що не має ні мелодії, ні тексту, що загадково з'являється на пристроях персонажів, чи то смартфон, смартгодинник, або ж комп’ютер. Коли герої вмикають цю пісню, вони отримують можливість подорожувати між реальним світом і SEKAI. Коли ж усі учасники музичних гуртів усвідомлять свої справжні почуття, "пуста" пісня перетвориться на декілька повноцінних пісень, кожна з яких буде стилізована під гурт та мати різні назви.

### Історії гуртів
Кожна з п’яти груп, як і їх учасники, має власну історію та світ-SEKAI гурту:
- Leo/need: Ічіка Хошіно бажає створювати нові спогади разом із подругами дитинства: Сакі Тенмою, Шіхо Хіноморі та Хонамі Мочідзукі, знову зібратися разом та помиритися, оскільки їхня дружба погіршилася через різні обставини під час навчання в середній школі. Вона потрапила в School SEKAI та зустріла Міку в стилі панк-рок, яка порадила їй усвідомити та передати власні почуття друзям і разом подолати їхні розбіжності. Зрештою, Ічіка та її подруги сформували музичний гурт, щоб відновити дружбу та проявити спільні спогади через музику.
- MORE MORE JUMP!: Мінорі Ханасато завжди мріяла стати айдолом. Незважаючи на декілька невдалих прослуховувань, вона не опускала руки та сподівалася одного разу все ж пройти прослуховування. Згодом вона потрапила в Stage SEKAI та зустріла Міку в образі айдола, яка заохотила її здійснити власну мрію..Мінорі сформувала гурт з трьох колишніх айдолів: Харукі Кірітані, Шідзуку Хіноморі та Аїрі Момой, які припинили кар’єру через проблеми зі своїми агентствами.
- Vivid BAD SQUAD: Кохане Адзусава захопилася вуличною музикою відтоді, як випадково потрапила на виступ Ан Шіраіші. Захопившись співом дівчини, Кохане запропонувала їй об'єднатися і разом стати вуличними музикантами. Вони хотіли виступати разом зі своїми колегами-музикантами Акіто Шінономе та Тоєю Аояґі, проте ті відмовили їм через те, що вважали Кохане невмілою та несерйозною. Потрапивши в Street SEKAI, Кохане зустріла Міку, одягнену в стилі хіп-хоп, яка підбадьорила її та допомогла зрозуміти власні бажання. Згодом герої все ж об'єдналися в музичний гурт і почали виступати на різних музичних фестивалях міста, виконуючи пісні у вуличному стилі.
- Wonderlands x Showtime: Цукаса Тенма завжди хотів стати зіркою, щоб зробити щасливою свою хвору сестру Сакі, але з часом він не зміг пригадати, чому саме він взагалі хотів стати зіркою. Його найняли працювати на неповний робочий день у тематичному парку Phoenix Wonderland, але популярний у минулому театр Wonder Stage, за яким він мав доглядати, був безлюдним і роками не міг привабити відвідувачів. Саме там він зустрів Ему Оторі, яка захотіла повернути театру його колишню славу. Об'єднавшись разом із Нене Кусанаґі та Руї Камішіро, вони створили музично-театральну трупу. Згодом, увійшовши в Wonderland SEKAI, вони зустріли Міку у смішному костюмі, яка мотивувала героїв та підтримувала їх. Незважаючи на невеликий конфлікт між учасниками, що відбувся протягом процесу відновлення театру, вони все ж продовжили свою справу та досягли мети, повернувши славу театру та зробивши глядачів щасливими.
- Nightcord о 25:00: Канаде Йоісакі навчалася з дому та стала усамітненою через травму, яку вона зазнала в результаті інциденту в минулому. Вона сформувала андерграундний музичний гурт разом зі своїми трьома онлайн-знайомими: Мафую Асахіною, Еною Шінономе та Мідзукі Акіямою. Вони спілкувалися через платформу голосового чату під назвою "Nightcord" і збиралися о 25:00 (1AM), звідки й пішла назва гурту. Учасниці не знали справжніх імен одна одної, оскільки вони спілкувалися використовуючи псевдоніми. Міку затягнула Канаде в Empty SEKAI для того, щоб та допомогла врятувати від депресії Мафую, авторку пісень групи, яка загадково зникла тиждень тому.

## Персонажі
У грі існує п’ять музичних гуртів по чотири людини у кожній. Кожна з груп має музичну тему, що пов’язана з передісторією гурту. Разом з героями співає Хацуне Міку, ⁣яка стилізована під тематику, історію та характер учасників груп, та ще один вокалоїд (за винятком Vivid BAD SQUAD, які мають Міку, Лена і МЕЙКО, а також Nightcord о 25:00, які мають тільки Міку).

### Leo/need
Leo/need (яп. レオニ)  — дівочий поп-рок гурт, що створений компанією подруг дитинства, які разом навчилися долати свої розбіжності. Їхній SEKAI, School SEKAI, складається з класної кімнати, залитої сяйвом західного сонця. Вокалоїдами, що їх супроводжують, є Хацуне Міку та Меґуріне Лука, які підтримують дівчат та співають разом з ними. Колір логотипа гурту —  опівнічно-синій, що символізує спогади. 
Ічіка Хошіно (яп. 星乃 一歌,, Hoshino Ichika)
Сейю: Руріко Ноґучі
Ічіка — лідерка гурту "Leo/need", вокалістка та гітаристка. Те, як зустрілися її батьки, а саме "через одну певну пісню", і лягло в основу її імені, що дослівно означає "одна пісня".
Хоча ззовні Ічіка виглядає крутою та впевненою у собі, насправді вона багато тривожиться, особливо коли щось стосується її подруг дитинства. На початку сюжету Ічіка була млявою і не могла набратися сміливості, щоб знову зібрати подруг дитинства разом. Але згодом вона знайшла трек "Untitled", що загадково з'явився у неї на телефоні, тим самим потрапивши в SEKAI. Це змінило її: вона поступово стала сміливішою і рішуче налаштованою на возз'єднання своїх подруг. Ічіка навчається на першому році старшої школи (1-C) в академії для дівчат Міямасудзака і є президентом класу. Також вона є великою прихильницею Хацуне Міку.
Разом із Хацуне Міку Ічіка вважається головною героїнею гри, оскільки вона з’являється в рекламах, постерах та обкладинках гри частіше, ніж інші оригінальні персонажі.
Сакі Тенма (яп. 天馬 咲希,, Tenma Saki)
Сейю: Карін Ісобе
Сакі — клавішниця гурту. Через захворювання вона перебувала в лікарні всю початкову та середню школу. Після виписки з лікарні на першому році старшої школи (1-C), вона дізналася, що її подруги дитинства більше не спілкуються одна з одною. Об'єднавшись з Ічікою, вона намагається возз'єднатися з двома іншими дівчатами, створивши музичний гурт, як це було в початковій школі.
Сакі страждає на невідоме хронічне захворювання, через яке її часто госпіталізують. Вона прагне провести якомога більше часу з подругами та "компенсувати" весь час, проведений у лікарні. У неї є старший брат Цукаса, який дуже захищає її та піклується про неї з того часу, як вона захворіла.
Хонамі Мочідзукі (яп. 望月 穂波,, Mochizuki Honami)
Сейю: Рейна Уеда
Хонамі — барабанщиця гурту. У середній школі вона боялася бути одинокою та пригніченню однокласниками, які звинувачували її в "дволичності" за те, що вона ставала на бік кожного та ставилася до всіх добре. Вона вирішила дистанціюватися від подруг дитинства та більше спілкуватися з однокласниками. З часом дівчина зрозуміла, що тікала від подруг, щоб захистити себе.
Хонамі любить яблучні пироги. Вона погано малює, але добре плаває і захоплюється астрономією. Хонамі працює неповний робочий день прибиральницею в домі Канаде Йоісакі та стежить за тим, щоб Канаде правильно харчувалася.
Шіхо Хіноморі (яп. 日野森 志歩,, Hinomori Shiho)
Сейю: Юкі Накашіма
Шіхо — басистка гурту. На початку сюжетної лінії групи показано, що вона дистанціювалася від інших, щоб її друзі ніколи не натрапили на погані плітки про неї. Однак насправді Шіхо хотіла знову возз’єднатися зі своїми подругами. Хоч дівчина стоїчна і рідко посміхається, але насправді вона цінує дружбу та любить проводити час зі своїми подругами.
Шіхо навчається на першому році старшої школи (1-А) академії Міямасудзака. Після навчання вона працює неповний робочий день у клубі живої музики. Також їй подобається талісман парку розваг Phoenix Wonderland. У Шіхо є старша сестра Шідзуку надмірна прив’язаність якої її дратує.

### MORE MORE JUMP!

Спрощений логотип MORE MORE JUMP!

MORE MORE JUMP! (яп. モモジャン)  — поп-айдол група, що була створена в наслідок того, як одна дівчинка мріяла стати кумиром і, об'єднавшись з трьома дівчатами, які в минулому були айдолами, здійснила свою мрію. Їхній SEKAI, Stage SEKAI, складається з концертної сцени, освітленої незліченною кількістю світлових паличок. Вокалоїдами, що їх супроводжують, є Хацуне Міку та Каґаміне Рін, які постійно підтримують героїв. Колір логотипа гурту —  яскраво-зелений, що символізує надію.
Мінорі Ханасато (яп. 花里 みのり,, Hanasato Minori)
Сейю: Юі Оґура
Мінорі — лідерка гурту "MORE MORE JUMP!". Незграбна, але добра учениця першого року старшої школи (1-D), яку часто спіткає невдача, але дівчина ніколи не здається і продовжує наполегливо, старанно й цілеспрямовано працювати. Мінорі — велика шанувальниця нині розпущеної айдол-групи "ASRUN", в особливості її учасниці, Харуки Кірітані. Мінорі сподівається теж стати кумиром. Незважаючи на декілька провалених прослуховувань, вона не здалася, все ж здійснивши свою мрію. Девізом та улюбленою фразою Мінорі є «все більше і більше» (яп. («もっともっと»)).
У Мінорі є собака, Само-чан, яку обожнюють всі учасниці гурту.
Харука Кірітані (яп. 桐谷 遥,, Kiritani Haruka)
Сейю: Маю Йошіока
Дуже популярна, харизматична та відома айдол, була учасницею всесвітньо відомої айдол-групи "ASRUN". Гурт раптово розпався, змусивши Харуку піти з індустрії розваг. Популярність айдолів залишалася високою навіть після розформування гурту, а учасниці спілкувалися між собою та підтримували одна одну.
Харука навчається на першому році старшої школи (1ーC) в академії Міямасудзака. Серед її хобі — колекціонування товарів, пов’язаних із пінгвінами. Вона має велику кількість товарів з ними, також вона дуже радіє, коли отримує пінгвіна в подарунок. У Харуки є подруга дитинства Ан Шіраїші, з ким у неї завжди були дружньо-суперницькі стосунки.
Аїрі Момой (яп. 桃井 愛莉,, Momoi Airi)
Сейю: Ай Фуріхата
У минулому Аїрі була айдолом та телеведучою, яка часто брала участь у вар'єте і в багатьох популярних телешоу, таких як The Masked Variety Idol та Happy Everyday. Завдяки її таланту роботи в телебаченні, агентство Аїрі закликало її перестати бути айдолом і натомість стати лише телеведучою. Вона відхилила цю пропозицію, внаслідок чого залишила телеіндустрію.
Аїрі навчається на другому році старшої школи (2-D) академії Міямасудзака. Живе разом з батьком, молодшою та старшою сестрою. Аїрі трохи вперта й декому здається наполегливою, але вона дбає про своїх подруг, а також про своїх братів та сестер. Серед її хобі — дослідження айдолів і шопінг.
Шідзуку Хіноморі (яп. 日野森 雫,, Hinomori Shizuku)
Сейю: Ріна Хоннізумі
Шідзуку — елегантна учениця другого року старшої школи (2ーD). Раніше вона була учасницею групи "Cheerful Days", але викликала ревнощі з боку своїх колег-учасниць айдол-групи через непорозуміння та уявний фаворитизм. Не бажаючи й надалі терпіти неповагу до себе та продовжувати усе це, дівчина залишила кар'єру айдола.
Шідзуку невправна з технікою і має "звичку" виводити з ладу електронні пристрої. Також вона погано орієнтується на місцевості. Шідзуку дуже любить свою молодшу сестру Шіхо і постійно опікає її.

### Vivid BAD SQUAD
Vivid BAD SQUAD (яп. ビビバス)  — гурт вуличної музики жанру хіп-хоп, учасники якої мають спільну мету: стати "легендами" фестивалю RAD WEEKEND. Перед тим, як об'єднатися в гурт, вони були двома окремими музичними дуетами: Vivids і Bad Dogs. Їхній SEKAI, Street SEKAI, складається з алеї зі стінами, вкритими графіті й концертними плакатами. Вокалоїдами, які завжди підтримують героїв, є Хацуне Міку в образі вуличної танцівниці, МЕЙКО в образі офіціантки кафе та Каґаміне Лен в образі діджея. Колір логотипа гурту —  яскраво-червоний, що символізує пристрасть.
Кохане Адзусава (яп. 小豆沢 こはね,, Azusawa Kohane)
Сейю: Акіна
Кохане — лідерка гурту "Vivid BAD SQUAD". Сором'язлива учениця першого року старшої школи (1-A) академії Міямасудзака, якій не вистачає впевненості в собі. Протягом розвитку сюжету Кохане стала більш впевненою та сміливою. Вона поступово позбавилася від проблем зі спілкуванням. Кохане зацікавилася музикою після того, як побачила виступ Ан у кафе з живою музикою. Пізніше вони разом створили дует "Vivids" для виступів на різних заходах.
Кохане захоплюється фотографуванням і зазвичай доглядає за улюбленою змією свого батька, графом Перлом.
Ан Шіраїші (яп. 白石 杏,, Shiraishi An)
Сейю: Томомі Джена Сумі
Ан — комунікабельна та жвава дівчина, донька Кена, одного з артистів, які виступають на фестивалі "RAD WEEKEND". Ан співала сольно на різних заходах і фестивалях вуличної музики, поки не зустріла Кохане і не запропонувала їй разом створити дует. Іноді вона може бути занадто запальною, але загалом Ан дуже весела та врівноважена.
Вона навчається на першому році старшої школи Каміяма (1-A). У неї є подруга дитинства — Харука Кірітані.
Акіто Шінономе (яп. 東雲 彰人,, Shinonome Akito)
Сейю: Фумія Імаї, Рейна Аояма (у дитинстві)
Акіто намагається виглядати "вихованим хлопцем", але в ньому ховається зухвала та груба сторона, що не боїться сказати те, що думає. Він поважає всіх, хто захоплений своїми інтересами. На музику його надихнув Кен, батько Ан, якого він прагнув одного разу перевершити на фестивалі "RAD WEEKEND". Акіто сформував дует "BAD DOGS" разом з Тоєю, а з часом, об’єднавшись з "Vivids", вони утворили гурт Vivid BAD SQUAD.
Акіто навчається на першому році старшої школи Каміяма (1-C). Також у нього є старша сестра, Ена, з якою у нього трохи складні стосунки.
Тоя Аояґі (яп. 青柳 冬弥,, Aoyagi Tōya)
Сейю: Кент Іто, Емі Хіраяма (у дитинстві)
Тоя — молодший син відомого музиканта класичної музики, який навчав його музики з раннього віку. Всупереч волі батька, Тоя разом з Акіто створив дует вуличної музики "BAD DOGS". Тоя бере приклад з Цукаси Тенми, якого він знає з дитинства та поважає, оскільки Цукаса надав йому сміливості відмовитися від класичної музики.
Тоя — тихий і спокійний, але сильний духом учень першого року старшої школи Каміяма (1-B). Він дуже добре грає в кранові автомати і зазвичай віддає виграні призи Акіто чи Цукасі як подарунок їхнім сестрам.

### Wonderlands x Showtime
Wonderlands x Showtime (яп. ワンダーランズ×ショウタイム)  — ексцентричний музично-театральний гурт, що створений для того, щоб дарувати людям посмішку та робити світ щасливішим. Їхній SEKAI, Wonderland SEKAI, був створений з емоцій лише Цукаси, на відміну від перших трьох груп. Він складається з парку розваг, наповненого фантастичними речами, такими як спів квітів та прогулянка м’яких тварин. Їх підтримують Хацуне Міку в образі котика-блазня та КАЙТО в образі актора. Колір логотипа гурту —  яскраво-жовтий, що символізує щастя.
Цукаса Тенма (яп. 天馬 司,, Tenma Tsukasa)
Сейю: Дайске Хіросе, Ю Такахаші (у дитинстві)
Цукаса — самозаглиблений, але повний ентузіазму керівник трупи "Wonderlands x Showtime". Він працює неповний робочий день у парку розваг Phoenix Wonderland's Wonder Stage і прагне стати майбутньою світовою зіркою, щоб викликати посмішку у людей.
Цукаса навчається на другому році старшої школи Каміяма (2-A). Він має хороші стосунки зі своєю молодшою сестрою Сакі, яка була однією з причин його мети стати зіркою.
Ему Оторі (яп. 鳳 えむ,, Ōtori Emu)
Сейю: Хіна Кіно
Життєрадісна і вільна духом дівчина, сім'я якої володіє парком Phoenix Wonderland. Ему вирішила підтримувати роботу театру Wonder Stage, що знаходиться в цьому парку, щоб зберегти спадщину свого покійного дідуся. Вона має звичку видозмінювати звуконаслідування у своєму мовленні, таким чином створюючи власну Ему-мову. Її крилата фраза "Вандахой!" (яп. (わんだほーい) є "візитною карткою" дівчини.
Ему навчається на першому році старшої школи (1-В) академії Міямасудзака, є однокласницею Хонамі Мочідзукі та знайома з Мафую Асахіною, посмішка якої лякає її, оскільки є нещирою та притворною. Ему — молодша донька в сім'ї, має двох старших братів і сестру.
Нене Кусанаґі (яп. 草薙 寧々,, Kusanagi Nene)
Сейю: Мачіко
Нене — сором'язлива та замкнена у собі дівчина, яка має досвід сценічних виступів, але страждає від страху сцени, через що не може співати під час виступу. В дитинстві Нене боялася розмовляти з іншими людьми, тому Руї зробив для неї РобоНене. Всупереч її сором'язливому характеру, вона може бути гострою на язик, особливо щодо членів своєї групи.
Нене навчається на першому році старшої школи Каміяма (1-B) в одному класі з Аояґі Тоя.
Нене обожнює відеоігри та має великий досвід і вправність у них. З часом вона здружилася з Ічікою Хошіно завдяки їхнім схожим характерам.
Руї Камішіро (яп. 神代 類,, Kamishiro Rui)
Сейю: Шюнічі Токі, Нанако Морі (у дитинстві)
Руї — друг дитинства Нене, захоплюється режисурою. Його вважають генієм, хоч і надмірно ексцентричним. Його хобі — створення роботів та інших винаходів для використання в шоу. Одним із його видатних творінь є РобоНене, що схожа на робота Мікудайо, але стилізована під зовнішній вигляд Нене. Вона була створена спеціально для допомоги Нене у сценічних виступах.
У середній школі Руї був відлюдником, і багато хто дивився на нього зверхньо через його незвичайні та потенційно небезпечні ідеї. Завдяки схожим проблемам йому вдалося подружитися з іншим ізгоєм Мідзукі Акіямою. Руї навчається на другому році старшої школи Каміяма (2-B).

### Nightcord о 25:00
Nightcord о 25:00 (яп. 25時、ナイトコードで。)  — гурт андеграундної музики, особистості учасників якого оповиті таємницею. Кожен з учасників групи висловлював думки про "бажання зникнути". Їхній SEKAI, Empty SEKAI, був створений з емоцій лише Мафую, на відміну від перших трьох груп. Він складається з порожнього простору, в якому немає нічого, крім кількох тьмяних променів світла та спотворених екранів. Єдиний вокалоїд, що супроводжує героїв — це Хацуне Міку в образі готичної Лоліти. Колір логотипа гурту — темно-фіолетовий, що символізує травми. Nightcord —  це платформа голосового онлайн-чату, що використовують учасники гурту для зв'язку, що схожа на реальну платформу Discord.
Канаде Йоїсакі (яп. 宵崎 奏,, Yoisaki Kanade)
Сейю: Томорі Кусунокі
Канаде — лідерка та композиторка гурту Nightcord о 25:00 під псевдонімом "К". Канаде — хікікоморі, завжди носить худі та рідко відвідує школу. Її батько також був музичним композитором, який захворів та був госпіталізований через постійний стрес та відчуття, що його порівнюють із донькою. Ця подія травмувала Канаде і змусила її пообіцяти собі "зробити пісню, що зможе врятувати людей".
Мафую Асахіна (яп. 朝比奈 まふゆ,, Asahina Mafuyu)
Сейю: Руї Танабе
Мафую — лірик гурту, відома під псевдонімом "Юкі", що японською означає "сніг". Вона змушена поводитися так, як від неї цього очікують інші, особливо її мати. Мафую втратила власну особистість та емоції. Вона намагається вдавати з себе "хорошу дівчинку" в оточені людей і повертається до свого справжнього, похмурого "я" тільки перед членами гурту.
Ена Шінономе (яп. 東雲 絵名,, Shinonome Ena)
Сейю: Мінорі Сузукі
Ена — художниця гурту під псевдонімом "Енанан", вона створює ілюстрації для їхніх музичних відео. Дівчина любить публікувати свої селфі в соціальні мережі, щоб отримувати вподобайки, але насправді вона страждає від комплексу неповноцінності. Через це Ена вважає, що у неї немає таланту до малювання і завжди думає, що люди будуть сміятися з її робіт. Іноді вона поводиться як цундере і легко злиться, особливо на Мафую, але загалом Ена доволі мила та піклується про інших.
Ена навчається на другому році (2-D) старшої школи Каміяма на нічних заняттях.
Також у неї є молодший брат Акіто, з яким у неї натягнуті та складні стосунки.
Мідзукі Акіяма (яп. 暁山 瑞希,, Akiyama Mizuki)
Сейю: Хіната Сато
Наразі стать Мідзукі в офіційних джерелах вказана як "невідома", тому буде використано жіночий рід, як і у самій грі.
Мідзукі — відеоредакторка музичних кліпів гурту під псевдонімом "Амія". Вона грайлива і любить дражнити членів своєї групи, особливо Ену. Незважаючи на її зовні життєрадісну особистість, кажуть, що у Мідзукі є "таємниця", що навмисно залишена невідомою для членів гурту та гравців.
Мідзукі одержима усім милим, а також любить розробляти одяг у свій вільний час. Інші люди в школі вважають її ізгоєм. У спогадах вона зображувалася з коротким волоссям і в шкільній формі для хлопчиків. Пізніше Мідзукі подружилася з іншим відлюдником, Руї Камішіро. Хоч Мідзукі та Руї перестали бачитися та активно спілкуватися, коли почали розвивати власні музичні гурти, вони все ще залишаються друзями, інколи спілкуючись одне з одним. Мідзукі навчається на першому році старшої школи Каміяма (1-A).

## Ґеймплей
Ігровий процес Colorful Stage полягає в натисканні на ноти, що ковзають зверху донизу в ритм до обраної пісні; гравці повинні натискати, затискати та проводити пальцями по екрану, щоб отримувати очки за ноти. Існують два види нот: довільної форми (зеленого та рожевого кольорів) та спеціальні (жовтого кольору), за які гравець отримує більше очок. Загалом ігровий процес схожий на Sega Persona Dancing (Atlus), Chunithm і The Idolmaster series від Bandai Namco. 
Гравцям надається 1000 очок здоров’я, щоб пройти пісню, також є можливість зцілення за допомогою навичок персонажів. Також існує можливість регулювати швидкість і складність пісні відповідно до уподобання гравця. Замість системи гри за енергію, що є поширеною в більшості безкоштовних ігор, Hatsune Miku: Colorful Stage використовує Live Boosts, що збільшують винагороду за завершення пісні, і гравці можуть продовжувати гру, навіть коли у них закінчуються ці підсилення.
Гравці отримують очки досвіду (EXP) за проходження пісень та прослуховування розмов між персонажами. EXP також підвищує ранг гурту, що відкриває додаткові розділи в їхніх історіях. Діалоги та розмови в грі відбуваються між усіма персонажами, але зазвичай між учасниками одного й того ж музичного гурту, а також і з вокалоїдами. Нові діалоги додаються під час різних подій. 
У кожного персонажа є велика кількість карток різної рідкості, що залежить від кількості зірок (картки з чотирма зірками є найрідкіснішими). Ці картки отримують за допомогою системи ґача, що заснована на механіці "удачі" — гравці витрачають ігрову валюту, кристали, з надією виграти бажані картки. Project SEKAI є безкоштовною грою, проте гравці можуть витрачати реальні гроші на придбання ігрової валюти.
У грі також є режим Virtual Lives, у якому можна відвідати віртуальний концерт, схожий на доповнену реальність, де гравці можуть взаємодіяти одне з одним та споглядати за виступом улюбленого музичного гурту за допомогою 3D-анімації.
У грі одразу після випуску було 28 пісень, і кожен місяць додавалося приблизно чотири нові. Станом на грудень 2021 року у грі були доступні 146 пісень; на грудень 2023 року — більш ніж 400 пісень. Список треків складається здебільшого з пісень вокалоїдів та продюсерів вокалоїд, причому більшість пісень має дві версії: оригінальну версію (або нові версії, що створені спеціально для гри) і версію SEKAI (кавери пісень, що виконані оригінальними персонажами, іноді разом із вокалоїдами). Деякі пісні мають 3D або анімований 2D MV, причому анімовані зазвичай є оригінальними (створені спеціально для гри). Пісні без MV відтворюються зі статичним 2D фоном.

## Розроблення
Гра була вперше анонсована 30 серпня 2019 року на Magical Mirai 2019.  Розробленням займалася компанія Colorful Palette — нова дочірня компанія Craft Egg (що вже була відома ритмічною грою: BanG Dream! Girls Band Party). Юїчіро Кондо, один з продюсерів Girls Band Party, також виступив продюсером цієї гри. Проєкт розпочався у 2017 році та спочатку повністю розроблявся студією Craft Egg, але Кондо вважав за необхідне уникнути того, щоб проєкт був дуже схожим на Girls Band Party. Тому він створив Colorful Palette і разом з основними членами Craft Egg почав створювати новий проєкт — Project SEKAI.   
Сюжет гри зображується у стилі візуальної новели та музичного фільму. Задум про напрямок дизайну та концепції гри відрізняється від інших ігор, пов’язаних із Hatsune Miku, таких як Hatsune Miku: Project DIVA від Sega, де гравець і Хацуне Міку безпосередньо стикаються один з одним і спілкуються в грі, чого немає в Project SEKAI. 
Розробники гри кажуть, що проєкт є "продуктом, що втілює існування Хацуне Міку" та досліджує зв’язок між людьми та музикою. Також однією з ідей гри є "бажання, щоб молоде покоління слухало більше музики вокалоїдів та інших пісень з Інтернету".

## Реліз

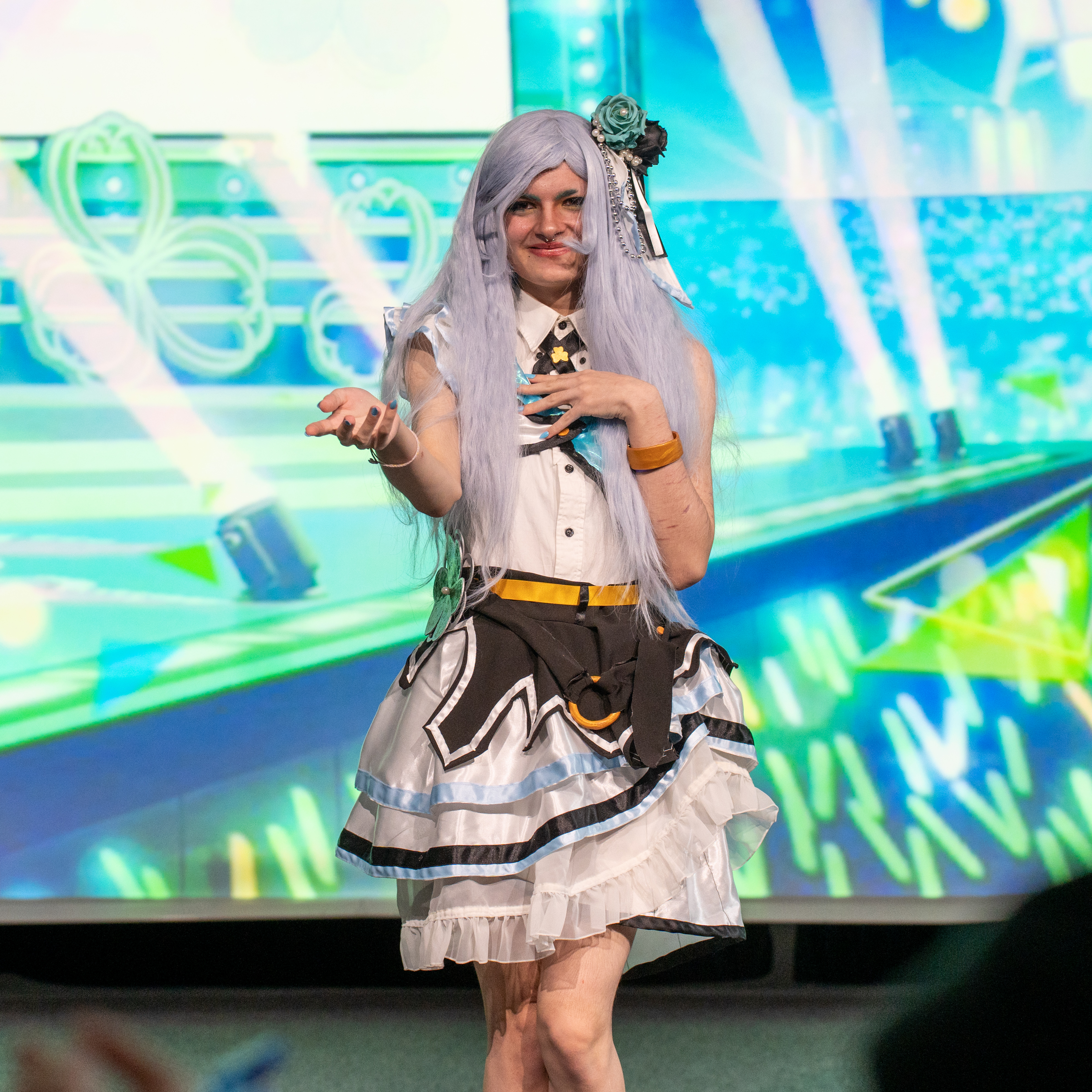
Косплей на Шизуку Хіноморі (Japan Impact 2023, Лозанна, Швейцарія)

Попередня реєстрація мала розпочатися наприкінці квітня 2020 року, але була відкладена на невизначений термін через пандемію COVID-19. Все ж реєстрація почалася 17 липня 2020 року, і Sega мала ціль досягнути від 100 000 до 1 000 000 передзамовлень. У вересні того ж року кількість передзамовлень досягла 1 000 000, і кожен гравець з цього мільйону отримав винагороди.
Світовий реліз гри було оголошено в серпні 2021 року під назвою Hatsune Miku: Colorful Stage! Випуск англомовного сервера гри для країн Західного світу, Океанії, Європи та Північної Америки від Sega відбувся 7 грудня 2021 року. Сервер гри для ринків Гонконгу, Макао та Тайваню був випущений 30 вересня 2021 року й опублікований компанією Ariel Network. Корейський сервер був випущений 20 травня 2022 року компанією Nuverse. Гра була випущена 25 вересня 2023 року для Південно-Східної Азії.

## Інші медіа

### Аніме серії
Міні-аніме під назвою "Маленький SEKAI" (яп. ぷちセカ,, Puchiseka) був анонсований під час прямої трансляції, що була присвячена першій річниці гри. Серіал складається з 10 епізодів, що транслювалися через Tokyo MX, а також нині доступні для безкоштовного перегляду на офіційному YouTube-каналі гри з англійськими субтитрами. В аніме персонажі намальовані у стилі чібі, а історії дещо відрізняється від оригінального сюжету гри. Прем'єра відбулася 13 січня 2022 року. 
Також восени 2023 року було випущено анімаційні римейк головних сюжетних історій музичних гуртів та персонажів зі слоганом Journey to Bloom. Серіал доступний на офіційному YouTube-каналі. Анімації були розроблені студією P.A. Works.

#### Епізоди
| № серії | Назва серії                                                                                                   | Оригінальна дата показу                                          |
| ------- | --- | ---------------------------------------------------------------- |
| 1       | «Спілкування після практики» Транслітерація: «Renshū no Ato to Ieba» (яп. 練習の後といえば)                   | 13 січня 2022                                                    |
| 2       | «Вперед, борися! Нененґер V» Транслітерація: «Tatakae! Nenengā V» (яп. 戦え！ネネンガーV)                     | 20 січня 2022                                                    |
| 3       | «Талант Айдола» Транслітерація: «Aidoru no Sainō» (яп. アイドルの才能)                                        | 27 січня 2022                                                    |
| 4       | «Кохане і її вуличний дебют!» Транслітерація: «Kohane Sutorīto DEBUT!» (яп. こはね寿鳥糸DEBUT！)              | 3 лютого 2022                                                    |
| 5       | «Чи можемо ми зупинитися з 25:00?» Транслітерація: «25ji Yamenai?» (яп. 25時やめない？)                       | 10 лютого 2022                                                   |
| 6       | «Стиль Leo/need» Транслітерація: «Reonīdo Sutairu» (яп. レオニードスタイル)                                   | 17 лютого 2022 15 березня 2022 (повторно завантажено на YouTube) |
| 7       | «Через час і простір, Wonderhoy~!» Транслітерація: «Jikū o Koete Wandaho~i!» (яп. 時空を超えてわんだほーい！) | 24 лютого 2022                                                   |
| 8       | «Ставай вірусним, Момоджян!» Транслітерація: «Bazure! Momojan!» (яп. バズれ！ モモジャン！)                   | 3 березня 2022                                                   |
| 9       | «Чутки про панкейки» Транслітерація: «Uwasa no Pankēki» (яп. 噂のパンケーキ)                                  | 10 березня 2022                                                  |
| 10      | «Епізод про локшину швидкого приготування» Транслітерація: «Kappu Rāmen Kai» (яп. カップラーメン回)           | 17 березня 2022                                                  |

### Друковані ЗМІ
```
Антологія коміксів
 була випущена 25 листопада 2021 року видавництвом 
Ichijinsha
. Колекція манги намальована 15 різними художниками з власним стилем малювання та баченням гри, тому її вміст може не вважатися 
каноном
. 
[
25
]
 Офіційна візуальна фан-книга була випущена 26 листопада 2021 року і містить понад 300 ілюстрацій, велику кількістю візуальних матеріалів костюмів, аксесуарів, списки предметів місцевості, а також цінну інформацію про стосунки між персонажами. 
[
26
]
```

## Досягнення
Станом на 26 липня 2021 року, кількість користувачів Project SEKAI досягла понад 5 мільйонів; на 2023 рік — більш ніж 10 мільйонів, а також позитивні відгуки. 2021 року гра посіла 9 місце в списку найбільш обговорюваних відеоігор по версії користувачів Twitter.

### Конфлікти
17 лютого 2022 року на YouTube-каналі відбулася прем’єра 6 епізоду мініаніме "Маленький SEKAI" під назвою Стиль Leo/need. Момент, де герої мали темний відтінок шкіри, темний макіяж і носили костюми, схожі на стереотипне вбрання африканських племен (цілком можливо це могла бути частина моди ґяру),  , викликав у деяких англомовних глядачів обурення, через що вони звинуватили компанію Sega у чорношкірому та культурному привласненні. Наступного дня епізод було вилучено на невизначений термін, а публічне вибачення англійською та японською мовами було завантажено в офіційний обліковий запис Project SEKAI у Twitter.  Епізод було повторно завантажено на YouTube 15 березня 2022 року з деякими змінами, а саме була видалена засмага, макіяж і племінні речі. 
21 жовтня 2021 року на японських серверах гри вийшла подія Revival my dream. Ця подія викликала суперечки серед англомовних глядачів у соціальних мережах через костюми персонажів на картках, що зображували расові стереотипи щодо корінних жителів Америки. Також те, що у персонажів події були образи "лісових мешканців" та "варварів", обурило деяких людей, які сприйняли це як расистські чи колонізаторські образи. Саме через це подія не була випущена на англійському сервері; була випущена лише пісня "Showtime Ruler", що була складовою цієї події. Гравці, які захищали компанію, заявляли, що подія мала бути пов'язана з фільмом "Принцеса Мононоке", і що історія була про подолання расових упереджень.

## Події в реальному житті

### Концерти
Дотепер було проведено два типи живих концертів: Симфонія SEKAI  та Colorful Live.

#### СимфоніяSEKAI
Симфонія SEKAI (яп. セカイシンフォニー) — щорічний концерт оркестру з виконанням пісень, що були представлені в грі. Він проводиться в Pacifico Yokohama за участі симфонічного оркестру SEKAI, що є частиною Токійського філармонічного оркестру. На перший концерт, що відбувся 16 жовтня 2021 року, були запрошені Дайске Хіросе та Мачіко — сейю Цукаси Тенми та Нене Кусанаґі. Другий концерт відбувся 11 червня 2022 року, за участю акторок озвучування гурту Nightcord о 25 (Томокі Кусунокі, Руї Танабе, Мінорі Сузукі та Хінати Сато). Третій концерт відбувся 10 червня 2023 року, запрошеними гостями були сейю Ічіки Хошіно та Сакі Тенми — Руріко Ноґучі та Карін Ісобе.  Четвертий концерт відбудеться 8 червня 2024 року за участі акторів озвучування Vivid BAD SQUAD (Акіни, Томомі Джіени Сумі, Фумії Імаі та Кента Іто). 

#### Colorful Live
Colorful Live — живий концерт за участю персонажів гри у вигляді голограм, 3D-моделі яких відрізняються від тих, які можна побачити в грі. За структурою та технічною реалізацією концерт схожий на Magical Mirai — щорічний живий концерт, що зосереджений на Міку, під час якого всі 26 персонажів гри (20 оригінальних та 6 вокалоїдів) співають і танцюють разом із реальними музичними виконавцями. Перший концерт під назвою Colourful Live 1st -Link- відбувся з 28 до 30 січня 2022 року в Makuhari Messe. 

## Дивитись також
- BanG Dream! Girls Band Party! — Гра від компанії Craft Egg, материнської компанії Colorful Palette.
- Crypton Future Media[en]
- Vocaloid